# Wijken en buurten in Sint-Michielsgestel
De Nederlandse gemeente Sint-Michielsgestel is voor statistische doeleinden onderverdeeld in wijken en buurten. De gemeente is verdeeld in de volgende statistische wijken:
- Wijk 00 Sint-Michielsgestel (CBS-wijkcode:084500)
- Wijk 01 Gemonde (CBS-wijkcode:084501)
- Wijk 02 Den Dungen (CBS-wijkcode:084502)
- Wijk 03 Berlicum (CBS-wijkcode:084503)
- Wijk 04 Middelrode (CBS-wijkcode:084504)

Een statistische wijk kan bestaan uit meerdere buurten. Onderstaande tabel geeft de buurtindeling met kentallen volgens het Centraal Bureau voor de Statistiek (2008):
| CBS-buurtcode | Buurtnaam                                       | Inwonertal | Opp. totaal (ha) | Opp. land (ha) | Ligging                |
| ------------- | ----------------------------------------------- | ---------- | ---------------- | -------------- | ---------------------- |
| BU08450000    | Sint-Michielsgestel                             | 2570       | 158              | 152            | Locatie in de gemeente |
| BU08450001    | Theereheide                                     | 4120       | 123              | 123            | Locatie in de gemeente |
| BU08450002    | Venkant-Beekkant-Beekvliet                      | 3000       | 84               | 84             | Locatie in de gemeente |
| BU08450003    | Halder                                          | 70         | 17               | 16             | Locatie in de gemeente |
| BU08450007    | Verspreide huizen Theereheide en Zegenwerp      | 160        | 357              | 345            | Locatie in de gemeente |
| BU08450008    | Verspreide huizen Genenberg                     | 220        | 231              | 227            | Locatie in de gemeente |
| BU08450009    | Verspreide huizen Sint-Michielsgestelse polders | 320        | 600              | 585            | Locatie in de gemeente |
| BU08450100    | Gemonde                                         | 1470       | 114              | 114            | Locatie in de gemeente |
| BU08450108    | Verspreide huizen ten oosten van Gemonde        | 380        | 552              | 552            | Locatie in de gemeente |
| BU08450109    | Verspreide huizen ten westen van Gemonde        | 360        | 403              | 401            | Locatie in de gemeente |
| BU08450200    | Den Dungen                                      | 3380       | 150              | 150            | Locatie in de gemeente |
| BU08450201    | Maaskantje                                      | 1600       | 97               | 97             | Locatie in de gemeente |
| BU08450207    | Verspreide huizen Spurk en 't Woud              | 510        | 491              | 484            | Locatie in de gemeente |
| BU08450208    | Verspreide huizen Poeldonk                      | 270        | 199              | 183            | Locatie in de gemeente |
| BU08450209    | Verspreide huizen Maaskantje                    | 110        | 189              | 189            | Locatie in de gemeente |
| BU08450300    | Berlicum                                        | 4020       | 122              | 122            | Locatie in de gemeente |
| BU08450301    | Westakkers                                      | 260        | 31               | 31             | Locatie in de gemeente |
| BU08450302    | Westerbroek en Beekveld                         | 2400       | 60               | 60             | Locatie in de gemeente |
| BU08450308    | Verspreide huizen Beekveld-Hersend              | 130        | 136              | 130            | Locatie in de gemeente |
| BU08450309    | Verspreide huizen ten noorden van Berlicum      | 780        | 1231             | 1216           | Locatie in de gemeente |
| BU08450400    | Middelrode                                      | 1440       | 51               | 51             | Locatie in de gemeente |
| BU08450408    | Verspreide huizen Middelrode                    | 310        | 293              | 284            | Locatie in de gemeente |
| BU08450409    | Verspreide huizen Heikantse Hoeve               | 230        | 300              | 299            | Locatie in de gemeente |